# Milreu

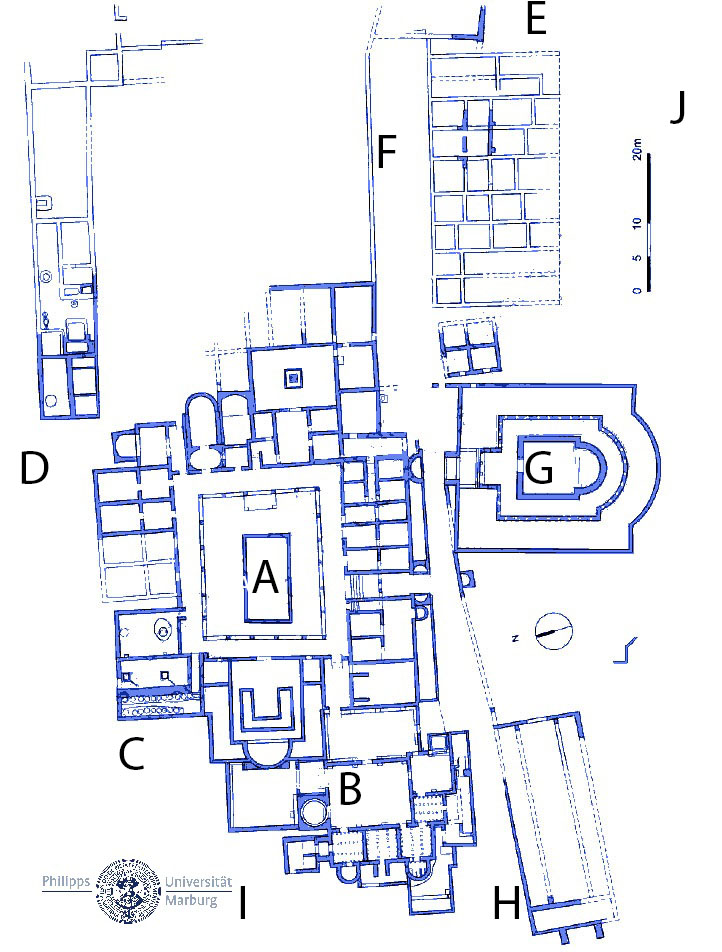
Milreu: Gebäudeeinheit A bis J, aktuell sichtbar

Die Ruinen von Milreu in der portugiesischen Gemeinde Estoi stellen einen der bedeutendsten Belege römischer Wohn- und Wirtschaftskultur zu Beginn des 1. Jahrhunderts n. Chr. außerhalb des Kernlandes Italien dar und sind damit ein repräsentatives Beispiel für eines im Verlauf der römischen Kaiserzeit anwachsenden und florierenden Landgutes, der villa rustica in Hispanien.
Im Hinblick auf eine lange Forschungsgeschichte befindet sich Milreu nicht nur im Fokus archäologischer Untersuchungen, sondern wartet ebenfalls als lohnendes Ausflugsziel in der Algarve in Südportugal auf.

## Lage
Gelegen in der Provinz Algarve Südportugals, befindet sich die Anlage ca. 7–9 km nördlich der Hafenstadt Faro, dem ehemalig römischen Ossonoba. Berichte antiker Autoren wie Strabon und Plinius der Ältere beschreiben Ossonoba als eine der wichtigsten Hafenstädte der Region. Zu Füßen des Küstengebirges Serra de Monte Figo befindet Milreu sich in direkter Nähe zu dem Ort Estoi. Das Landschaftsbild ist durch Obstplantagen, Orangenhaine und fruchtbare Gärten geprägt, die durch ausreichend natürlich vorkommendes Wasser gespeist werden. Begünstigt durch ein besonders mildes Klima, bietet dieser Landstrich die ideale Grundlage für Landwirtschaft. Befunde aus römischer Zeit belegen diesen, bis in die Gegenwart andauernden, Zustand.

## Forschungsgeschichte

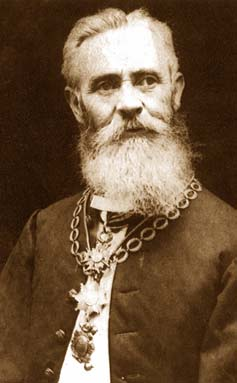
Estácio da Veiga

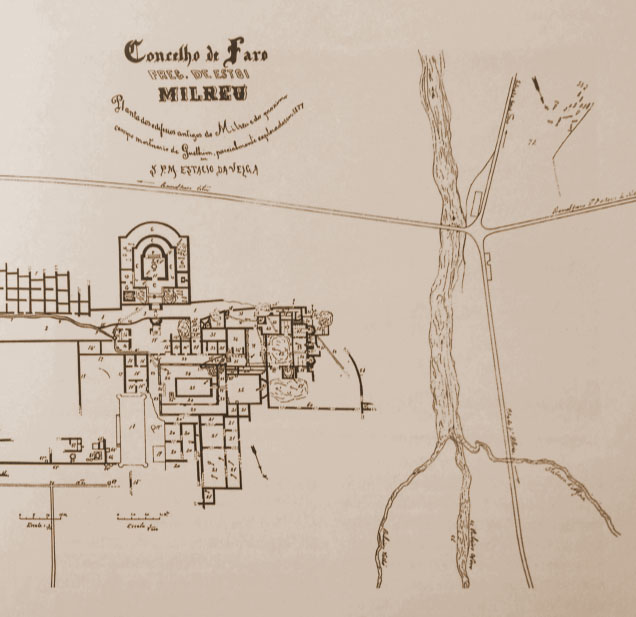
Plan Milreu 1877

André de Resende vermutete 1770 aufgrund von Marmorsäulen und anderen Funden aus römischer Zeit, dass Milreu das römische Ossonoba sei. Grundlage dieses Missverständnisses war ein Bericht des arabischen Geographen Al-Rassis aus dem 16. Jahrhundert. Al-Rassis beschrieb dort nachweislich die Ruinen von Ossonoba. De Resende glaubte nun ebendiese Ruinen vor sich zu haben, als er auf die Überreste Milreus stieß. Dieser Irrtum sollte bis in das 19. Jahrhundert hinein Bestand haben.
Erste archäologische Ausgrabungen fanden ab Mitte des 19. Jahrhunderts im Jahre 1877 unter der Leitung von Sebastião Phillipes Martins Estácio da Veiga statt. Weiterhin, der Auffassung es handle sich dabei um Ossonoba, veranlasste Estácio da Veiga die bis heute umfassendste Freilegung der Anlage. So wurden alle heute bekannten Baueinheiten der Villa, ausgenommen dem Speicherbau H, schon damals ergraben und auf einem Lageplan verzeichnet, der lange Zeit einzige informative Bezugsquelle blieb. Denn bereits nach Abschluss der Grabungskampagne wurden weite Teile der freigelegten Villa wieder zugeschüttet. Anschließende Terrassierungen zur landwirtschaftlichen Nutzung zerstörten dabei einige Bereiche des antiken Baubestandes. Folge war die Fokussierung auf die sichtbar gebliebenen Baueinheiten wie im Besonderen der pars urbana A, der Badeanlage B und dem Heiligtum G. 1897 wurden unter der Leitung von J.M. Pereira Botto die archäologischen Geländearbeiten in Milreu fortgesetzt. Botto konzentrierte sich diesmal auf die Badeanlage B und den Kultbau G sowie dessen Anbauten. Die 1889 präsentierten Ergebnisse der Untersuchungen beinhalteten ebenfalls einen Gebäudeplan, der, anders als jener von Estácio da Veiga, weniger detailliert war. 1932 wird das Areal als historisches Monument von nationaler Bedeutung, Monumento Nacional, eingestuft und steht seitdem unter Denkmalschutz. Vier Jahrzehnte nach Abschluss der Ausgrabung Bottos wurden die Geländearbeiten 1941 unter M. Lyster Franco wiederaufgenommen. Hintergrund war die Notwendigkeit den Ruinenbestand zu reinigen und zu konservieren. Dies erfolgte auf Initiative der damaligen Denkmalschutzbehörde Direcção-Geral dos Edifícios e Monumentos Nacionais (DGEMN).
Im selben Jahrzehnt sollte nun endlich der Irrtum um die fälschliche Gleichsetzung von Ossonoba mit Milreu korrigiert werden. Abel Viana, Schulinspektor und Privatgelehrter, legte 1940 Reste eines römischen Forums im Bereich der Kathedrale in der Altstadt Faros frei. Hinzu kam der Verweis auf den fehlenden Meereszugang des vermeintlichen Ossonoba. Folglich, so Viana, musste es sich in Milreu um einen ländlichen Siedlungsplatz im Hinterland der Hafenstadt Ossonoba handeln. Bis Mitte der 1990er Jahre wurde es dann durch das Deutsche Archäologische Institut (DAI) untersucht. Dabei wurden primär die im 3. Jahrhundert errichteten Gebäude gefunden. 1971 begannen in diesem Zusammenhang neue systematische Ausgrabungen und Restaurierungen der Mosaikreste. 1997 widmete sich ein Gemeinschaftsprojekt, bestehend aus der Fritz-Thyssen-Stiftung in Köln, welche unterstützend Mittel zur Verfügung stellte, und der Goethe-Universität Frankfurt unter der Leitung von Felix Teichner, sowie in enger Zusammenarbeit mit dem Instituto Português do Património Arquitectónico in Faro und den Universitäten Jena, Galway in Irland und Budapest, einer archäologischen Studie zu Geschichte und Wirtschaftsformen römischer Villen in der Provinz Lusitania. Die Bruchsteinsockel und Lehmwände des 1. Jahrhunderts blieben dagegen zunächst unerforscht.
Heute ist das Areal in Form eines Freilichtmuseums der Öffentlichkeit zugänglich und informiert Besucher über Wohn- und Wirtschaftskultur der Römer zur Kaiserzeit in der Algarve, Portugal.

## Baugeschichte

### Geschichte
Nicht erst zu römischer Zeit ist uns das Gebiet um die Fundstelle Milreu bekannt. Rund um die Anlage lassen sich vor- und frühgeschichtliche Siedlungsstellen lokalisieren. Grund hierfür dürfte die Handelsroute nach Norden gewesen sein, die sich bis in den Alentejo hinein nach verfolgen lässt. Ein weiteres Kriterium, das mit der dauerhaften Niederlassung an diesem exklusiven Standort in Verbindung steht, ist der enorme Wasserreichtum der Region. Wie zuvor einleitend erwähnt, bildet es die existenzielle Grundlage für erfolgreichen landwirtschaftlichen Ertrag und dem damit verbundenen gewinnbringenden wirtschaftlichen Nutzen.
Im historischen Siedlungsgebiet Guardians, nach Ptolomaios oder der Conii, nach Strabon, der heutigen Algarve, lässt sich bereits ab dem 2. Jahrhundert v. Chr. eine langsame aber stetige Wandlung im Bereich von Wohn- und Wirtschaftskultur erkennen. Trotz Unruhen im 2. und 1. Jahrhundert v. Chr. in dem nördlichen und mittleren Teil der Provinz Hispania citerior am westlichsten Rand der antiken Welt, blieb das südliche Gebiet weitestgehend verschont. Grund hierfür mögen mehrere Faktoren gewesen sein. Zum einen boten der nördlich verlaufende Gebirgszug und der Fluss Anas eine natürliche Barriere und zum anderen die lange felsige Küstenlinie Schutz vor Einfällen und Unruhen. Unter dieser günstigen Voraussetzung sollte der gesamte Landstrich bald von zentraler, wirtschaftlicher und politischer Bedeutung sein, nicht zuletzt durch die Errichtung der an der Küste gelegenen Städte Ossonoba und Balsa. Wie zuvor erwähnt, handelt es sich bei Ossonoba um eine Hafenstadt. Sie bildete das wirtschaftliche Handelszentrum der Region. Vertrieben wurden unter anderem Garum, Wein und Öl. Bezugsquelle waren Latifundien im Um- und Hinterland, so auch jenes von Milreu.

### Römische Villa

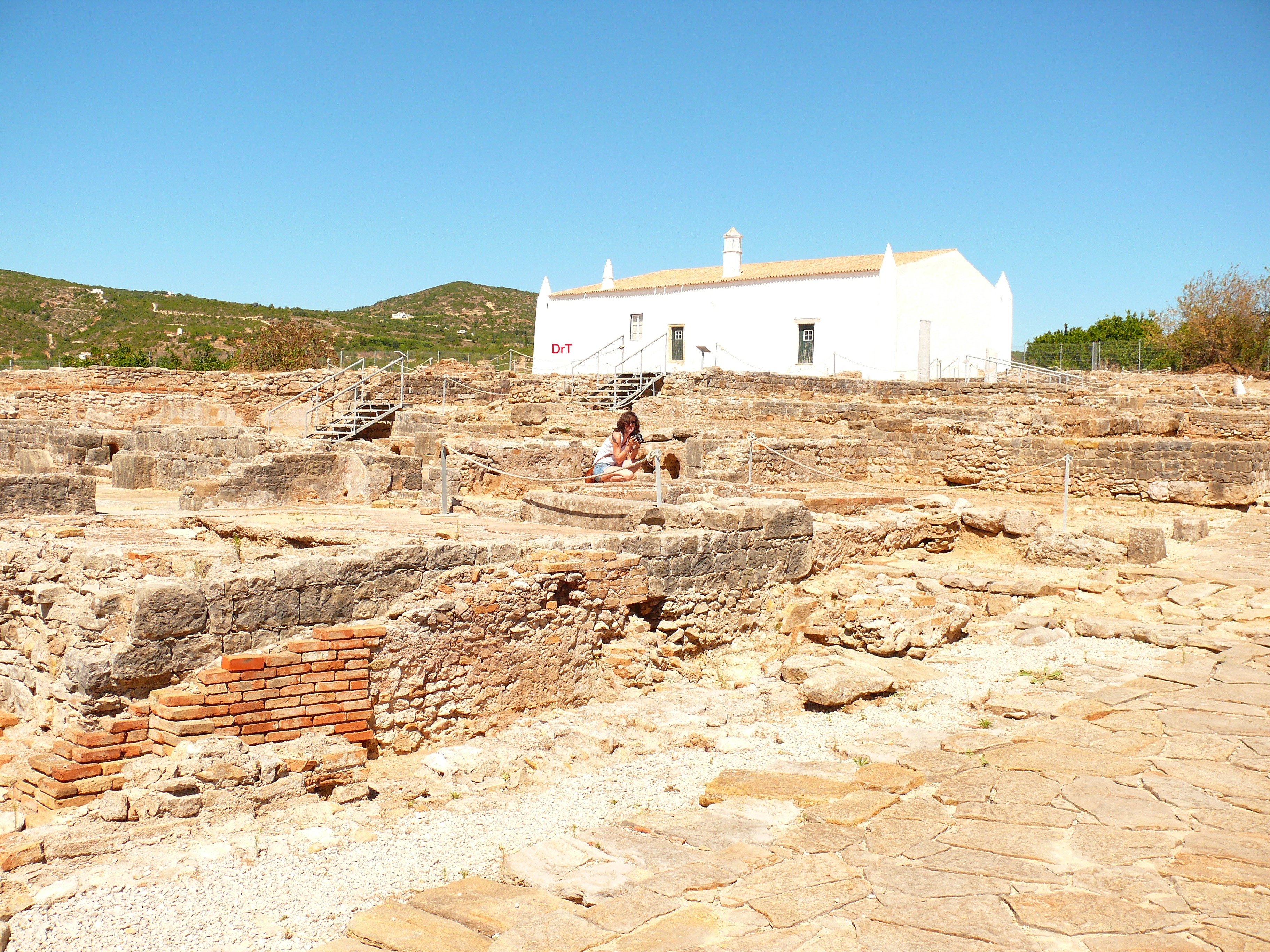
Wohnanlage von Milreu: Blickrichtung von Südwest nach Nordost
Hintergrund: Gutshof

Eine römische villa umfasste die pars urbana, den Wohnteil, und die pars rustica, den Wirtschaftsteil. Der aus Baetica stammende Lucius Iunius Moderatus Columella führt zudem noch einen dritten Teil ein: die pars fructuaria. Das sich um den zentralen Peristylhof ausbreitende heutige Areal ist ein Bauentwurf des 2. Jahrhunderts, als man über der älteren Villa ein neues Gebäude mit großem Peristyl und Atrium errichtete. Diese Villa wurde bis Ende des 3. Jahrhunderts genutzt. Der folgende Umbau betraf primär die Wirtschaftseinheit. Es sind nun Unterkünfte für das Gesinde und eine Weinkelterei zu identifizieren. Zum Wirtschaftshof gehörten neben der Weinkelterei und einer gewaltigen Ölmühle mit fünf Presstennen auch drei Kellerräume zur Bevorratung von Öl. Das Peristyl umschloss einen Garten mit Wasserbecken. An einer Schmalseite gruppierten sich rund um ein kleines Atrium mit Springbrunnen die Privatgemächer mit einzelnen beheizten Räumen. An der gegenüberliegenden Seite diente ein großer, rechteckiger Raum mit Apsis als Triclinium. Daneben lag eine beachtenswerte Badeanlage, das Balneum.

#### pars urbana– wohnen (A)

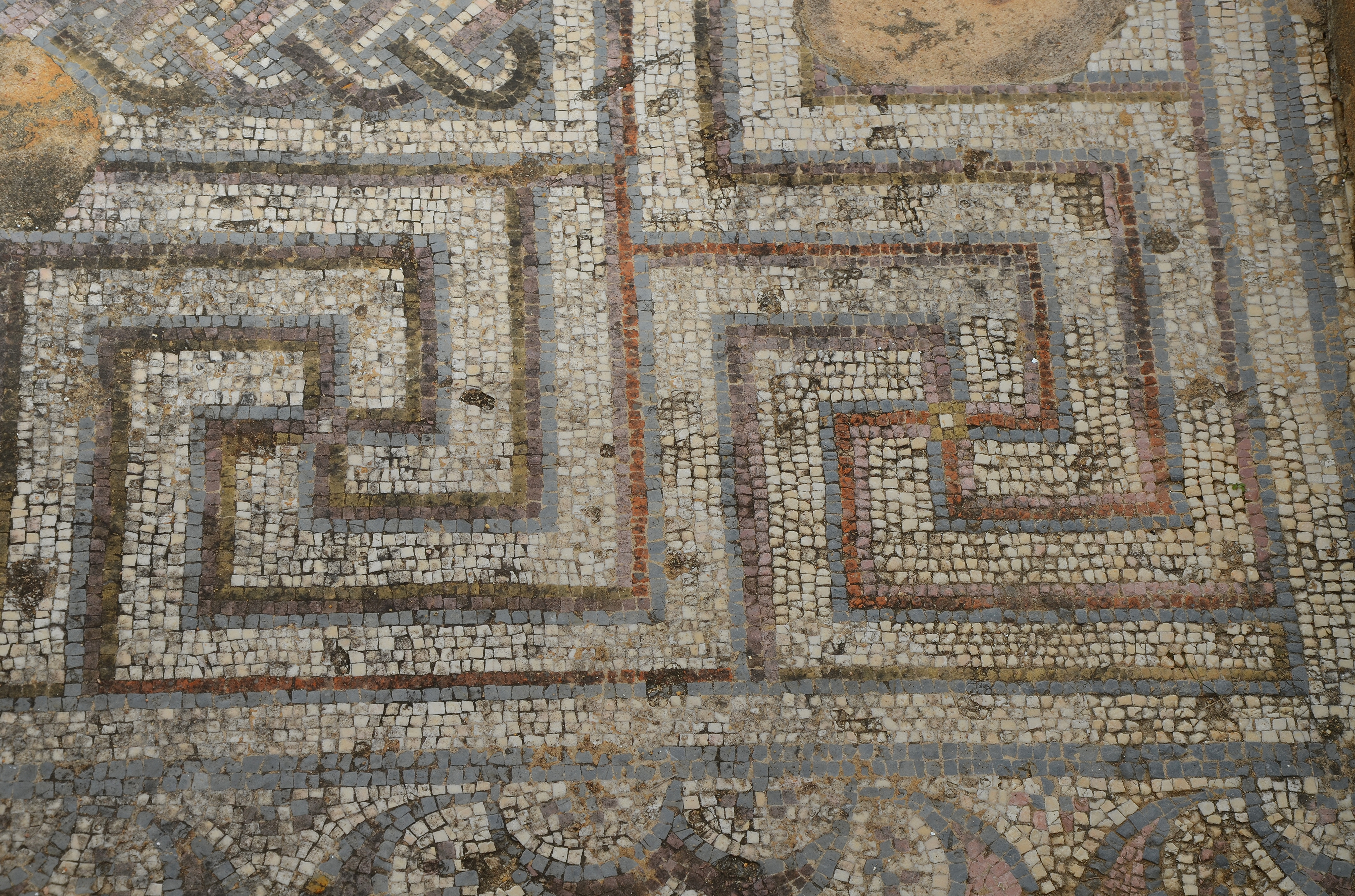
Geometrisches Mosaik

In der Gestaltung des Wohnbereiches spiegelte sich durchaus der Reichtum und das gesellschaftliche Selbstverständnis des jeweiligen Besitzers wider. Durch die ländlich abgeschiedene Lage unterlag der Bauherr nicht unbedingt baulichen Beschränkungen, daher haben sich kaum modularisierte Bautypen herausgebildet, anders als beispielsweise im städtischen Wohnhausbau. Trotzdem gab es einige architektonische Elemente, die sich in der einen oder anderen Form in der pars urbana erkennen lassen. Bereits der prächtige Eingangsbereich, das Vestibül, dessen Wände bemalt, der Boden verziert mit Mosaiken und den sich gegenüberliegenden Wasserbecken, die einst von Halbkuppeln überdeckt wurden, lässt erahnen, welch imposanten Eindruck der Eintritt bei dem Besucher hinterlassen haben muss.
Vom Peristyl aus erreichte man bequem sämtliche Bereiche der Wohnanlage. Mit einem Ausmaß von 24,30 m auf 28 m und einer Säulenumgangsbreite von 3 m bot es ausreichend Komfort für Müßiggang oder Geschäfte. Auch hier ist der Boden mit Mosaiken ausgeschmückt. Die Darstellung reicht von einfachen geometrischen Mustern bis hin zur Abbildung figürlich maritimer Inhalte. Vom peristylum aus gelangte man zu den angrenzenden Räumen. Die offen gestaltete Portikus mit Durchblick durch die Säulenreihen erlaubte einen Blick zum Gartenteil und dem großen Wasserbecken. Ursprünglich befanden sich auf den jeweiligen Längsseiten 8 Säulen und auf den Schmalseiten 6 Säulen. Dieser markante Bautyp mit zentralem peristylum findet sich nicht nur vergleichbar im Kernland selbst wieder, sondern auch in Schriftquellen. So schreibt Plinius der Jüngere im 1. Jahrhundert n. Chr. über die architektonischen und künstlerischen Vorstellungen der führenden römischen Gesellschaftsschicht in Bezug auf die Gestaltung ländlichen Besitzes, welche unbedingt repräsentative Inszenierung erforderlich machte. Das Triclinium, gelegen an der Westseite des Peristyls, bestand aus einer insgesamt 11 m langen Raumflucht mit Vorraum und einem quadratischen Mittelraum und der nach Osten abschließenden Rundapsis von 6 m Breite. Nur ansatzweise lässt sich die reiche Verzierung dekorativer Mosaiken erahnen, da hier ausschließlich wenige Reste vorgefunden wurden. Allerdings haben sich im hinteren Teil des Saales kleine Mauern in U-Form erhalten. Hierbei handelt es sich um die clinae, Liegebänke zum Verweilen und Einnehmen von Speisen.

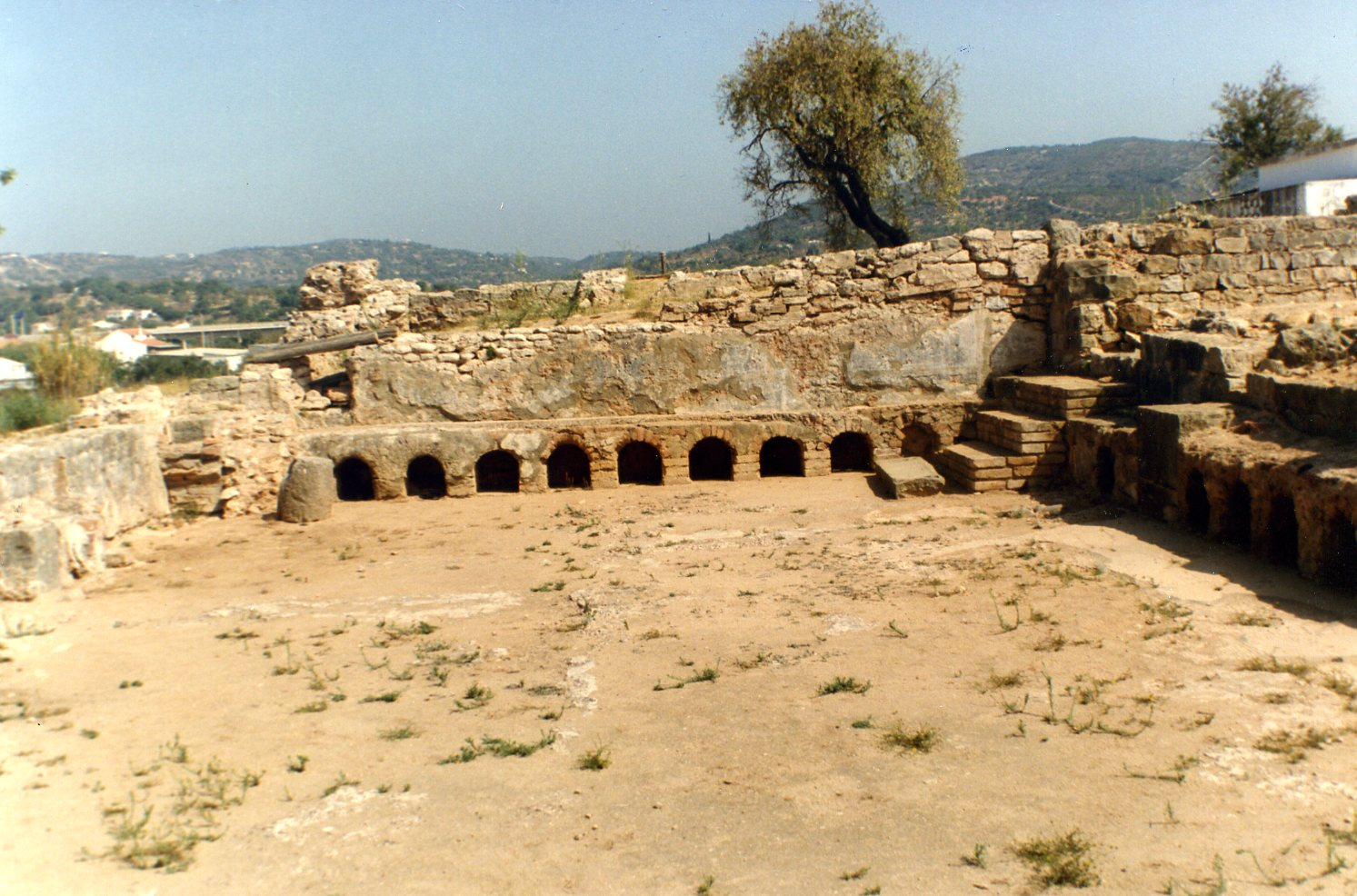
Apodyterium: Umkleidebereich mit Wandnischen zur Aufbewahrung von Kleidung

Neben Speis und Trank war es durchaus Sitte, seine Gäste zu einem Bad in die Thermen (B) einzuladen. Diese erreichte man über das Vestibül. Neben der Badeanlage findet sich hier auch eine Umkleidemöglichkeit, das Apodyterium, welches für eine villa ungewöhnlich groß ausfällt. Zur Ausstattung gehörten kleine Nischen, in denen sich Platz für das Ablegen und Unterbringen der Kleidung fand, ebenso wie für die Bereitstellung von Salben und Ölen zur Hautpflege. Die Anlage in Milreu stammt aus dem 3. Jahrhundert. Um den gesamten Gebäudekomplex mit genügend Wasser versorgen zu können, hätte man entweder Regenwasser in Zisternen sammeln oder zum Beispiel einen Stausee anlegen können. Im Falle Milreus kam das Wasser vom Hanggelände. Hier befanden sich, dort wo heute Estoi liegt, mehrere Quellen.

#### pars rustica– wirtschaften
Bereits in der ersten Siedlungsphase waren die pars urbana und die pars rustica klar voneinander zu unterscheiden. Begünstigt durch die wasserreiche Region konnten große Weinberge und Olivenplantagen aufgebaut werden. Nachdem die Anlage schon in augusteischer Zeit in Betrieb war, wurden im ersten Jahrhundert die Weinkelterei und die Ölpresse aufgebaut. Der so erwirtschaftete Überfluss floss in die Erneuerung des Wohngebäudes. Einige Teile der Wirtschaftsbauten wurden ebenfalls erneuert und ausgebaut. Darunter Lagerräume, Zugangsrampen und ein ganzer Wirtschaftshof samt Wohnunterkünften im Südosten der Anlage. In der Zeit der Tetrarchie wurde die Wohnanlage nach Norden hin ausgebaut und die Kelterei wurde aus diesem Grund in einen nach Osten hin verschobenen Keltereitrakt verlegt. Außerdem wurde eine dreischiffige Lagerhalle im Westen gebaut. Die ersten Reduzierungen in Valentianisch-Theodorischer Zeit erfolgten im Bereich der Ölmühle und dem südöstlichen Wirtschaftshof. Trotzdem blieb die Anlage auch in nachrömischer Zeit in Betrieb.

##### Ölmühle (C)

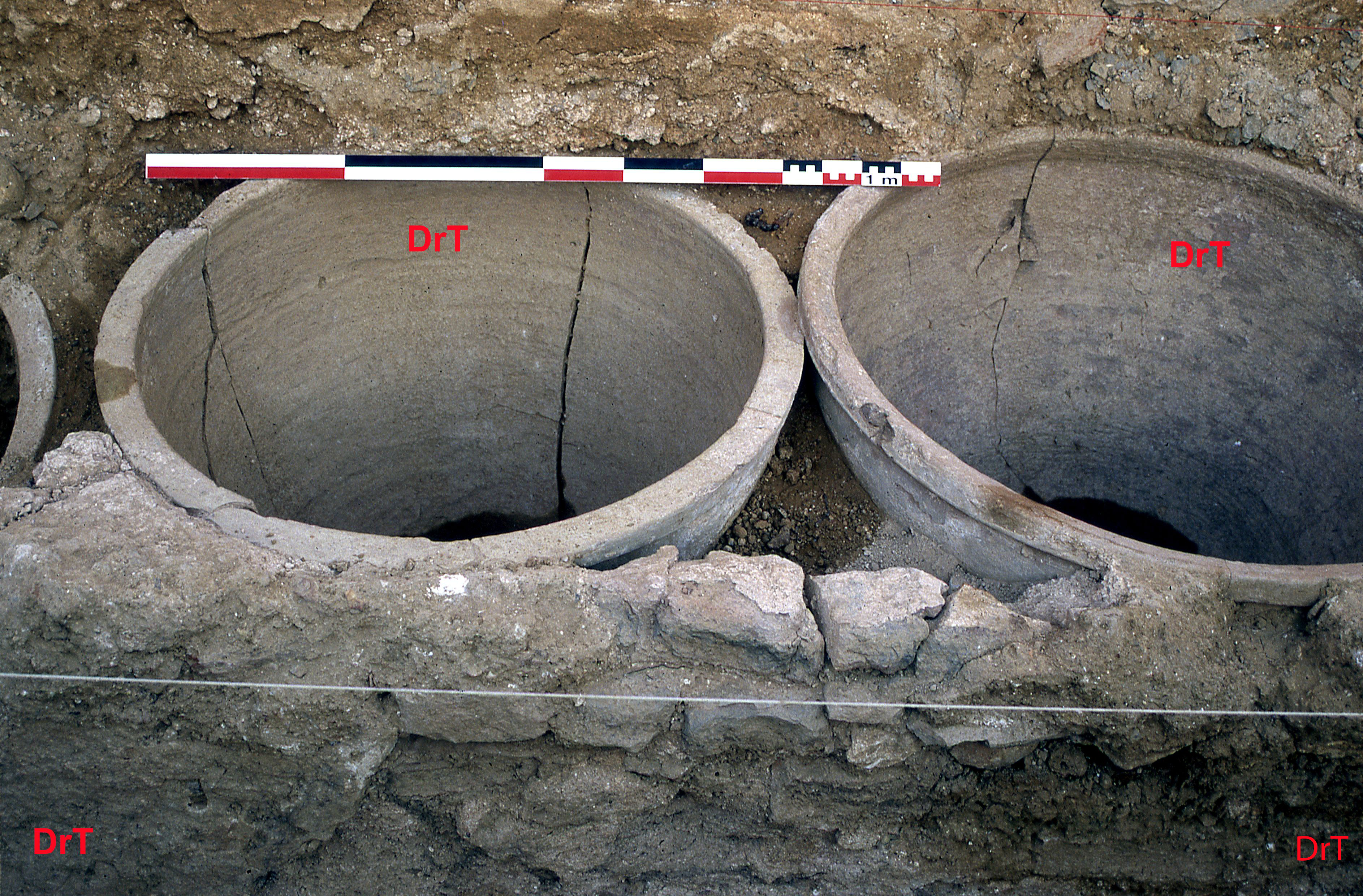
Dolia zum Aufbewahren von Olivenöl aus der Ölmühle von Milreu bei der Ausgrabung 1998

Die im Norden der Anlage gelegene Ölpresse ist in ihrer Größe und Vollständigkeit bisher einzigartig im römischen Lusitanien. Ursprünglich bestehend aus fünf Presseinheiten, zwei Kellern und einer Abfüllanlage, begann die Villa schon in der zweiten Hälfte des 1. Jahrhunderts n. Chr. mit dem Pressen von Olivenöl. Bei dem Vorgang wurde die Flüssigkeit über ein Röhrensystem aus Blei und Tonrohren von der Presse zu den Kellern geleitet, dann verpackt und über einen im Westen angrenzenden Hof abtransportiert.
Die ersten Umbaumaßnahmen Ende des 2. Jahrhunderts brachten einige Erweiterungen, die den allgemeinen Betriebsverlauf verbesserten; unter anderem eine Olivenmühle, die den Platz der Abfüllanlage zwischen dem westlichen Hof und den Ölpressen einnahm. Mit der Erweiterung des im Süden angrenzenden Peristylhofes Ende des 3. Jahrhunderts musste der Eingangsbereich umgestaltet werden. In dieser Blütezeit der Anlage arbeiteten hier fünf Presstennen nebeneinander und produzierten Öl, das in drei großen Lagerkellern in sogenannten Dolia aufbewahrt wurde.
Mitte des 5. Jahrhunderts wurde die Mühle dann wieder verkleinert. Nach einem Schadensereignis wurden die Abfüllkeller und die Olivenmühle aufgegeben. Die ursprünglichen Presshallen und Auffangkeller wurden auf die halbe Fläche reduziert. Im Verlauf der Westgotenzeit des 6. und 7. Jahrhunderts schrumpfte die Produktionsfläche immer weiter, bis die letzte Presstenne schließlich von einem Feuer zerstört wurde.

##### Weinkelterei (D)
Die Kelterei gehört wie die Ölpresse zu den essenziellen Wirtschaftsbauten der Anlage. Sie grenzt direkt an den nordöstlichen Teil der Villa urbana. Die älteren Teile wurden in den ersten drei Jahrhunderten der Kaiserzeit gebaut, darunter eine Presse und ein Lagerraum. Nach Umbaumaßnahmen zur Zeit der Tetrarchie musste die alte Kelterei dem Wohngebäuden weichen. Die neue Kelterei, die nach Osten versetzt auf den parallelen südöstlichen Wirtschaftstrakt ausrichtet war, wurde nur ausschnitthaft untersucht, da sie größtenteils unter dem denkmalgeschützten Gutshof und einer Orangenplantage liegt. Aufgrund vereinzelter Keramikfunde konnte man diesen Anbau frühestens auf das 2. Jahrhundert n. Chr. datieren. Die Produktionsstätte blieb wohl bis in die Spätantike in Betrieb. Die Kelterei zog in nachantiker Zeit in den Bereich des nördlichen Teils der früheren Wohnanlage, wie ein Produktionsbecken in der Südostecke des Raumes zeigt.

##### Wohnbau und Wirtschaftshof (F)
Da eine Orangenplantage die Erforschung der Anlage nach Osten hin behindert, ist uns das Ausmaß dieses südlichen Gebäudeflügels nur durch die Pläne der Grabungen aus dem 19. Jahrhundert bekannt. Ausgegraben wurden nur vier, fast quadratische Räume, die sich zu einem Baukörper zusammenfügen und sich östlich des Kultbaus auf ebendiesen ausrichten. Sie sind teilweise mit Bodenmosaiken ausgelegt, können also als Wohnräume gedeutet werden. Der übrige Teil des Flügels der sich weiter östlich anschließt, ist anders ausgerichtet und nur durch Sondagen unvollständig erfasst. Dieser Teil des Gebäudes ist der ältere, der sich in einer früheren Bauphase weiter nach Westen unter den späteren Kultbau zog.
Zusammen mit dem parallel verlaufenden Nordflügel der jüngeren Kelterei umschloss dieser Wohnbau den großen Wirtschaftshof auf der Ostseite der Anlage.

##### Gewerbebau (H)
Im Süden der Villa haben sich nur Reste dieses Gebäudes erhalten. Durch Sondagen des Frankfurter Forschungsprojektes seitens des DAI ermittelte man eine Fassadenbreite von über 12 m. Es handelt sich um einen dreischiffigen Baukörper. Man erkennt Parallelen zu einer auf dem benachbarten Cerro da Vila belegten dreischiffigen Gewerbe- und Lagerhalle. Im Süden deutet der stratigraphische Befund auf eine in der Antike noch stark abfallende Hanglage hin.

#### Mausoleen (E)
Östlich der Villa liegen zwei Mausoleen. Beide Grabbauten weisen eine Kernkonstruktion aus Opus caementicium sowie einen eigenständig dagegen gesetzten Treppensockel auf. Während das im Westen gelegene Mausoleum eine zentrale Kammer mit für zehn Urnen gedachte Grabnischen aufweist, ist der östliche Grabbau wohl für Sarkophage gedacht. Datiert wird das westliche Kolumbarium durch Keramikfunde ins 2. Jahrhundert; der östliche Bau durch eine Münze des Divus Claudius II nicht vor die zweite Hälfte des 3. Jahrhunderts.

#### Aula (G)

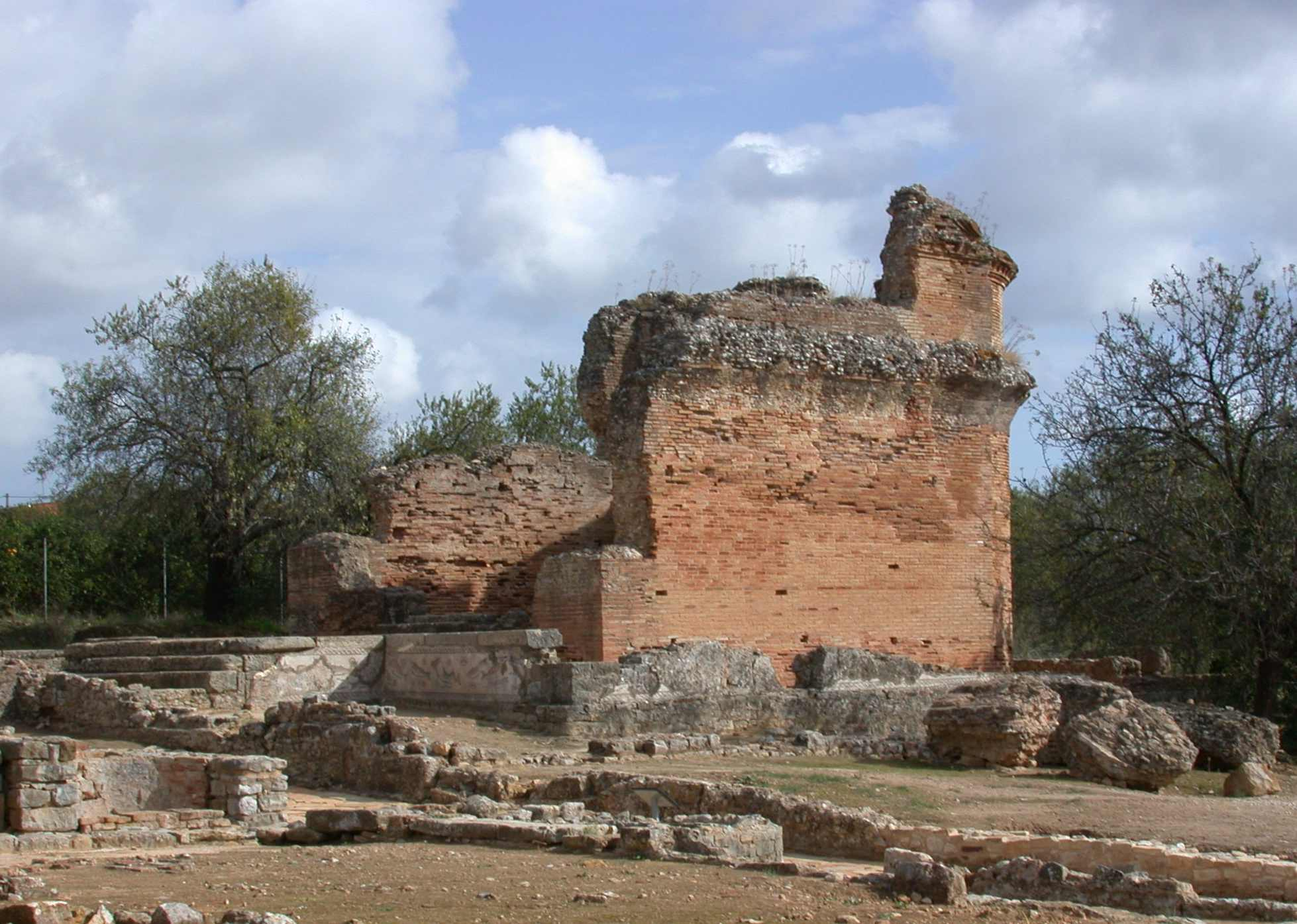
Aula: Blickrichtung von Nordwest-Südost

Die Aula oder das Kultgebäude beschreibt einen Wassertempelbau, der zunächst zwischen dem 2. und dem Ende des 3. Jahrhunderts landwirtschaftlich genutzt wurde und schließlich einer Umbauphase unterlag, die in der ersten Hälfte des 4. Jahrhunderts abgeschlossen wurde. So sind der Osten des Peristylhofes nun mit maritimen Mosaiken ausgestattet und jenseits der Straße ein reich verziertes noch bis zum Gewölbeansatz erhaltenes Kultgebäude errichtet worden. Nachrömisches Fundgut belegt die weitere Nutzung des Gebäudes als frühchristliche Kirche im 6. und 7. Jahrhundert und später als islamische Grabstätte zwischen dem 8. und Anfang des 10. Jahrhunderts. Die folgende Beschreibung bezieht sich sinngemäß auf die nachkonstantinische Bauphase zu Beginn des 4. Jahrhunderts.
Durch ein Portal gelangte man in den Innenhof, in dessen Zentrum der auf ein Podium erhobene Kultbau mit dem Säulenumgang liegt. Von seiner einst außergewöhnlichen Farbigkeit zeugen zahllose Marmorfragmente sowie polychrome Fischmosaike. Die gefundenen Fragmente erlaubten die Rekonstruktion des nach einem einfachen Schema entworfenen Bauwerks. Die cella überdeckt einen quadratischen Grundriss mit einem Kreuzgewölbe. Angefügt ist eine Apsis mit farbigen Mosaiken in der Gewölbekuppel. Der Bau weist alle Charakteristika des klassischen Umgangstempels auf. Im 19. Jahrhundert war im Zentrum der cella noch ein sechseckiges Wasserbecken sichtbar, ein Hinweis auf einen hier betriebenen Wasserkult (Nymphäum). Das Bauprogramm ist bemerkenswert, da zu einer Zeit, in der sehr viele christliche Kirchen auf der iberischen Halbinsel entstanden, hier mit großem Aufwand ein heidnisches Heiligtum von einem Großgrundbesitzer errichtet wurde.

### Nachrömische Nutzung
Im 5. Jahrhundert stagnierte das bis dahin konstante Wachstum der Villa und ein allmählicher Verfall der Anlage begann. In der Zeit der westgotischen Königreiche schrumpfte die Gesamtfläche trotz einiger Umbauten immer weiter. Die ehemalige pars urbana wurde neu in eigenständige Wohnareale aufgeteilt, die nun auf die jetzt als christliche Kirche genutzte Aula ausgerichtet waren. Ergänzt durch eine Taufpiscina diente das Gebäude nun als religiöses Zentrum. Im ehemaligen Temenosbereich wurden ein kleiner Friedhof und ein Mausoleum für die Toten eingerichtet.
Durch die naturräumlich begünstigte Lage blieb die Anlage auch nach der Antike und dem Ausfallen der letzten Ölpresse im 8. Jahrhundert weiterhin besiedelt. Davon zeugen einige Bauten in Trockenmauertechnik, die auf einem deutlich höherem Laufniveau in die frühislamische Zeit der Umayyaden datieren. Eine solide turmartige Konstruktion im früheren Peristylhof stand dabei im Mittelpunkt. Das Becken einer Wein- oder Ölpresse im ehemaligen Nordostflügel des Wohnbaus führte die landwirtschaftliche Aktivität fort. Auch die frühere Aula wurde weiter für religiöse Zwecke benutzt. Wie islamische Inschriften beweisen passten die Menschen dieser Zeit ihre Schriftkultur und Sprache den neuen nun islamischen Herren des Gebietes an. Die in denselben Inschriften vorkommenden Namen sind allerdings weiterhin griechisch geprägt. Sie sind typisch für damalige Grabinschriften geschrieben und waren der römischen Restbevölkerung gewidmet, einer Gruppe, die in der Schrift als „al-Hamami“ genannt wird, was übersetzt „von den warmen Quellen“ bedeutet. Da in der Frühphase der Ausgrabung alle islamischen Hinterlassenschaften abhandengekommen sind, lässt sich nicht mehr sagen, ob die letzte Funktion noch über eine islamische Grabstätte hinaus ging.  Die Siedlungsaktivität endete mit dem Einsturz des Tonnengewölbes des Kultbaues im 10. Jahrhundert, durch ein schweres Erdbeben.

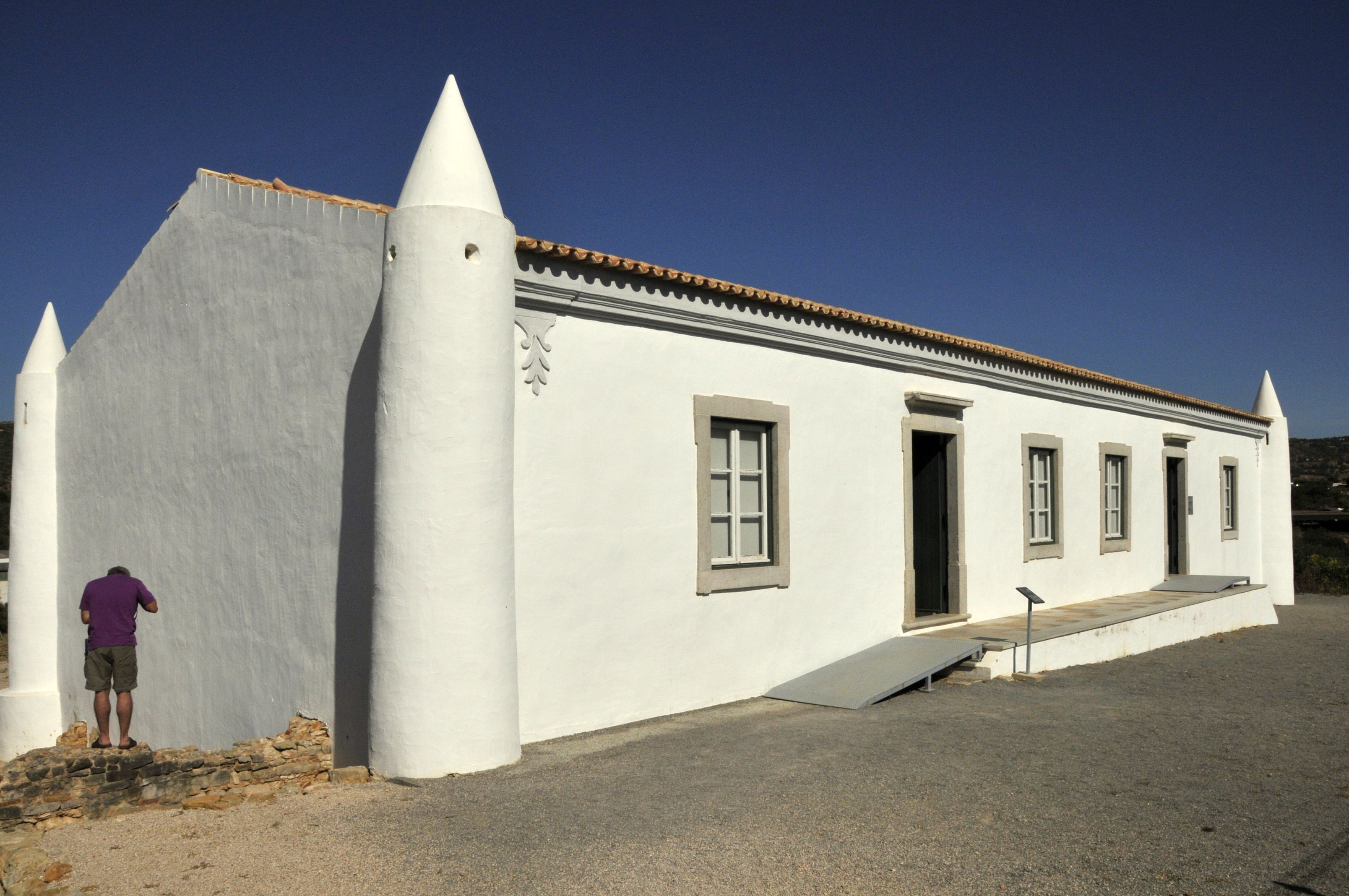
Gutshaus aus dem 16. Jahrhundert

#### Gutshaus
Erst im 13. Jahrhundert nach der endgültigen Rückeroberung der iberischen Halbinsel durch die christlichen Königreiche, fand die Neubesiedelung statt. Im Verlauf des 15. Jahrhunderts stieg dann wieder die Siedlungsaktivität und ein bewehrter Gutshof mit Schießscharten versehenen Türmchen wurde auf die Nordostecke der ehemaligen Villa gebaut. Es ist das am besten erhaltene Beispiel für befestigte Landarchitektur in der Algarve und steht bis heute.

## Denkmalschutz
Unter Denkmalschutz versteht sich der Schutz von Kulturdenkmälern und kulturhistorisch wichtigen Gesamtanlagen. Ziel ist es, dafür zu sorgen, dass Denkmale dauerhaft erhalten und nicht verfälscht, beschädigt, beeinträchtigt oder zerstört werden, und dass Kulturgüter dauerhaft gesichert werden. Die rechtliche Definition und Rahmenbedingungen für den Denkmalschutz werden durch das Denkmalrecht festgelegt. Denkmalschutz ist Teil des Kulturgutschutzes. Maßnahmen, die zur Er- und Unterhaltung von Kulturdenkmalen notwendig sind, bezeichnet man als Denkmalpflege. 

Logo

Das Portugiesische Institut für architektonisches Kulturerbe, Instituto Português do Património Arquitectónico war zunächst mit dem Erhalt der portugiesischen, denkmalschutzwürdigen Bauten und anderer portugiesischer Kulturschätze sowie deren Integration in die portugiesische Kulturlandschaft beauftragt. 1994 erhielt das IPPAR weitere Rechte im Bereich der Rekonstruktion einzelner Bauten und untersteht dem Kulturministerium. 1992 wurde eine umfassende Denkmaldatenbank initiiert, die nicht nur die portugiesischen Weltkulturerbe und die unter staatlicher Aufsicht unterhaltenen Paläste umfasste, sondern auch zahlreiche Privatbauten und Naturdenkmäler in allen Teilen des Landes. Eine Neustrukturierung erfolgte 2007 bis 2008 im Rahmen des Programa de Reestruturação da Administração Central do Estado (PRACE),Programm zur Restrukturierung der zentralen Verwaltung des Staates. Daraus hervor ging die Behörde Instituto de Gestão do Património Arquitectónico e Arqueológico (IGESPAR).
Denkmalschutz in Portugal bedeutet gleichermaßen Küstenschutzpolitik. Zu lange wurden natürliche Schwemmgebiete wie die Dünen der Küstenregionen bebaut, um diese infrastrukturell und touristisch zu erschließen. Konsequenz ist das stetige Ansteigen des Wasserspiegels und damit die Zerstörung von Kulturdenkmälern.

## Museum

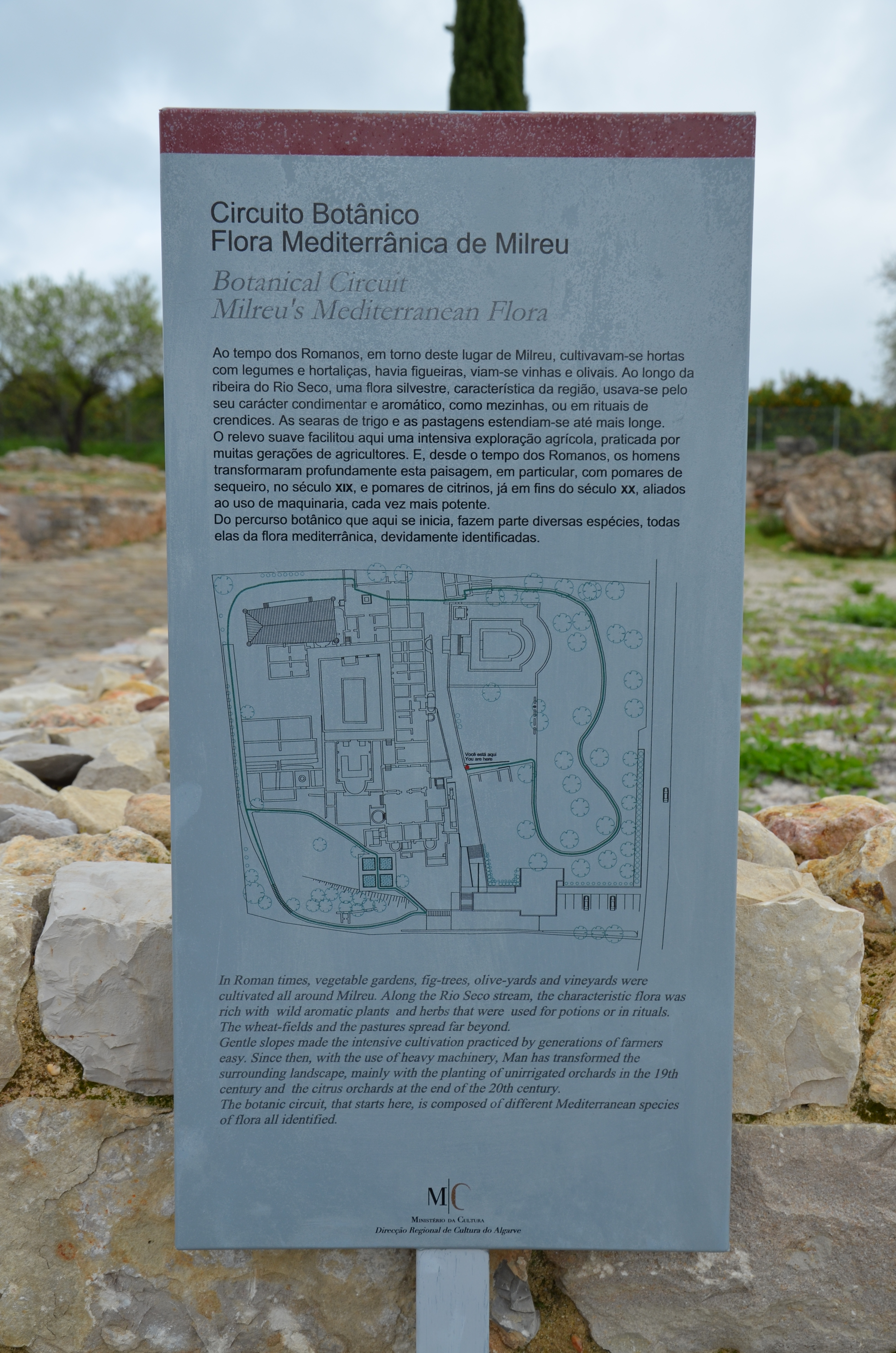
Übersichtsplan: Freilichtmuseum Milreu in zweisprachiger Ausführung (portugiesisch/Englisch)

Heute ist die Anlage interessierten Besuchern in Form eines Freilichtmuseums ganzjährig zugänglich. Mit Fertigstellung des Empfangs- und Informationszentrums im Jahr 2001 und dem Installieren eines strukturierten Beschilderungsleitfadens, der bilingual in Portugiesisch und Englisch verfasst ist, ist das Areal vermittlungsdidaktisch hervorragend erschlossen und damit ein wichtiger Beitrag zur Bereitstellung allgemeinen Kulturgutes für die Öffentlichkeit im Rahmen musealer Grundsätze.
Gelegen am westlichen Rand des Areales ist es für Besucher gut erkennbar und barrierefrei gestaltet. Konzeptionell passt es sich hervorragend an das natürliche Landschaftsbild der archäologischen Fläche an. Das Zentrum besteht aus einem Ausstellungsraum, der explizit auf die Chronologie der Baueinheiten eingeht und damit thematisch einleitend von großer Relevanz ist. Es ist der Versuch eine Lebenswelt in die Gegenwart zu transportieren und dem Besucher so eine Vorstellung von der Lebensweise der Römer an der Algarve zu eröffnen. Zur archäologischen Sammlung gehören neben den zu besichtigenden Gebäudeeinheiten ebenso luxuriöse Artefakte, die Zeugnis einer ausgeprägten Wohnkultur sind. Besteht darüber hinaus das Bedürfnis nach inhaltlicher Vertiefung, so kann man dem im hauseigenen Museumsshop nachkommen. Dieser bietet neben Publikationen auch weitere Produkte an. Möglich wurde dies durch die Schirmherrschaft des IPPAR, dem Portugiesischem Institut für das Architektonische Patrimonium.

## Bilder

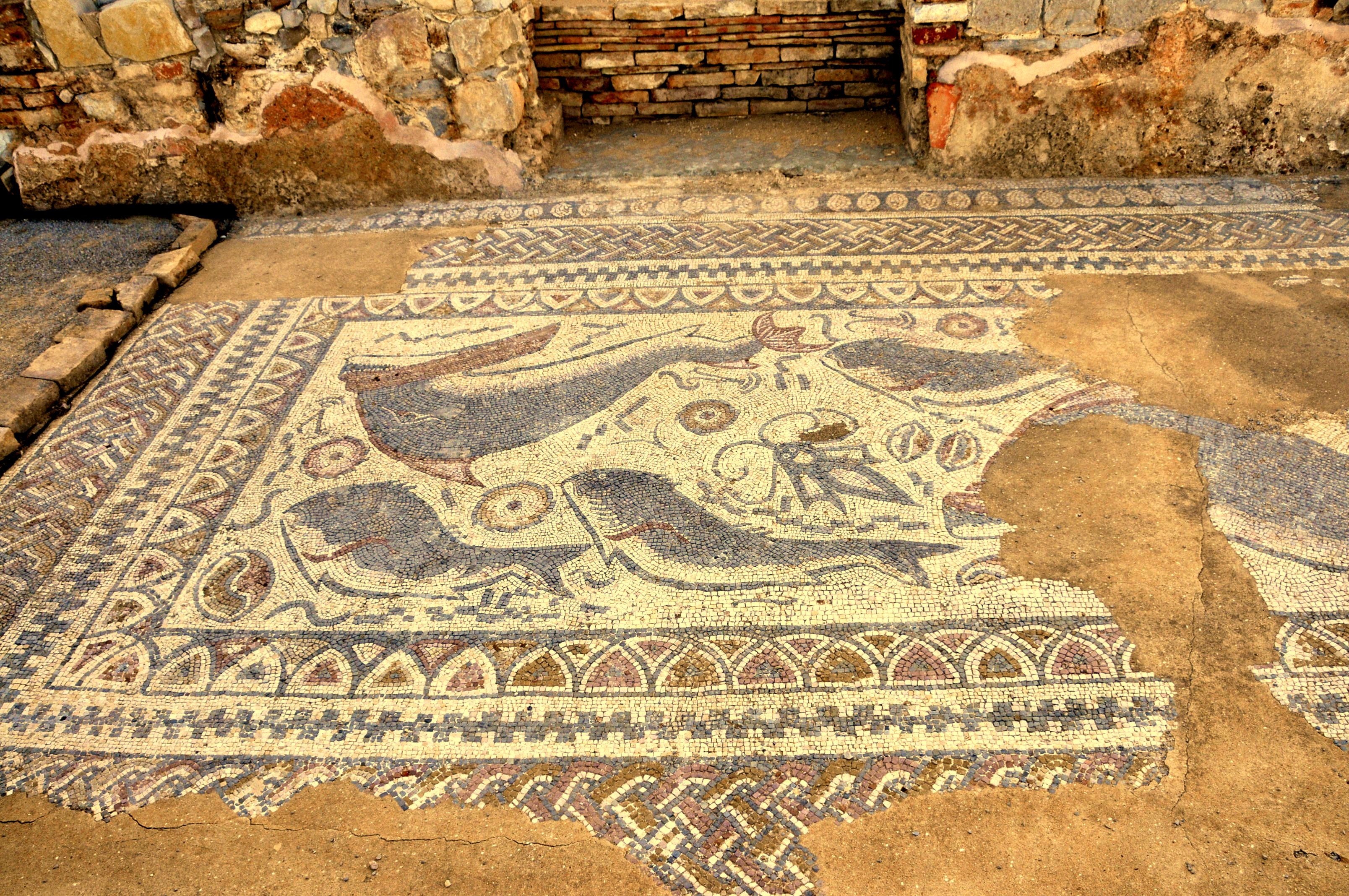
Bodenmosaik
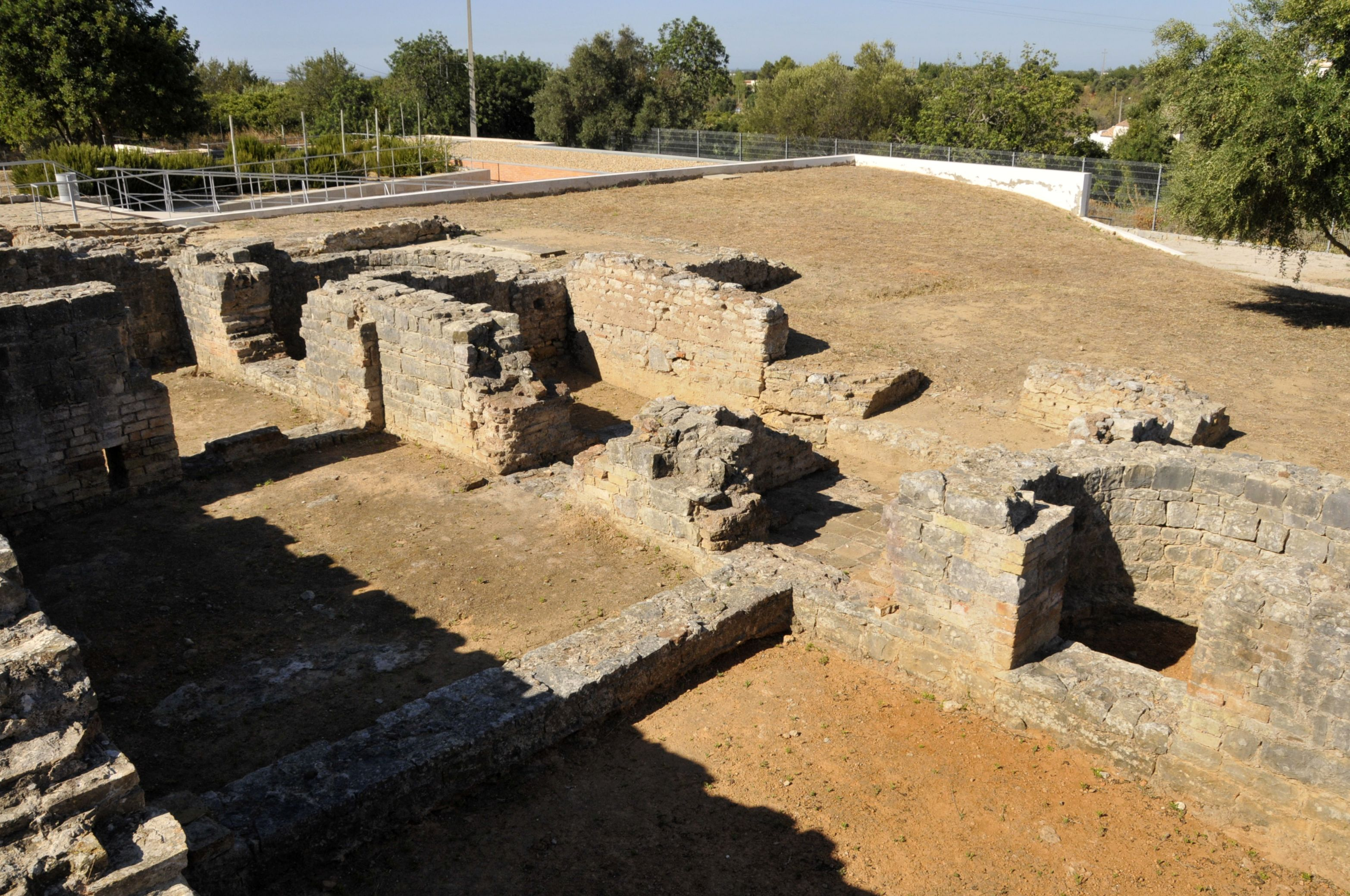
Freigelegte Mauerreste in Milreu
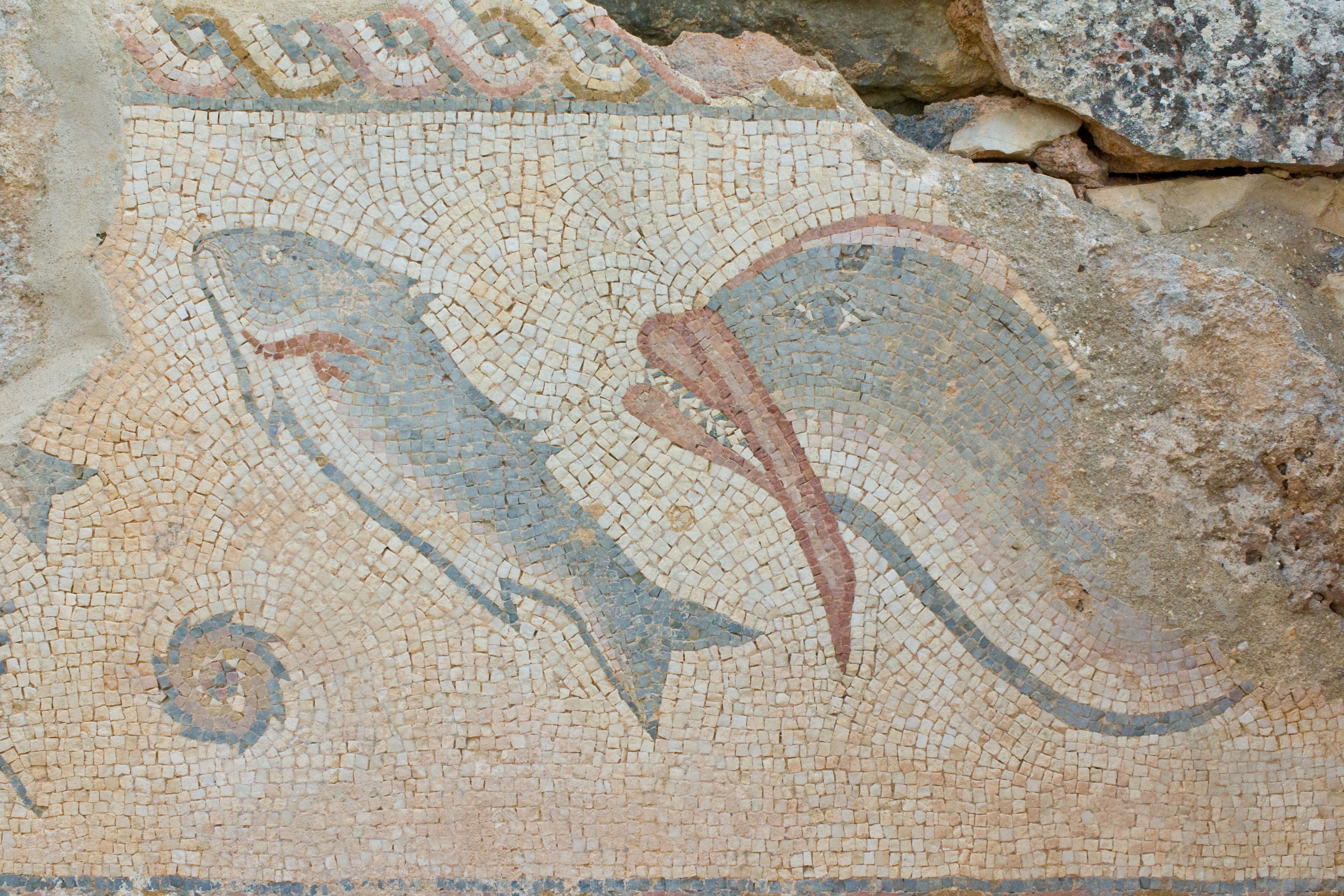
Wand-Mosaik-Detail
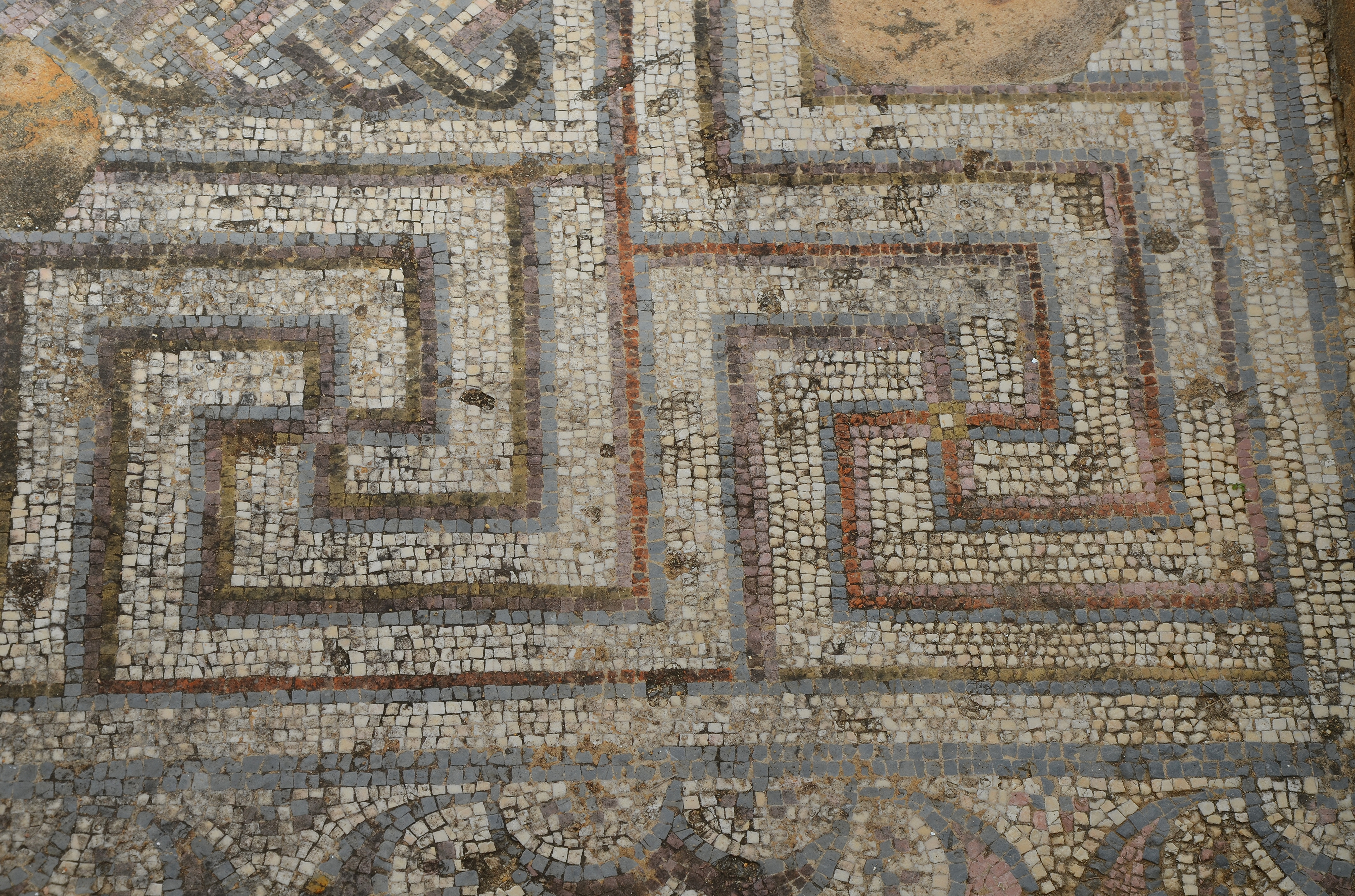

## Bewertung
Es lassen sich lokal eine große Anzahl reicher Villenkomplexe, deren Standard mit denen des Kernlandes Italiens durchaus vergleichbar sind, nachvollziehen. Hervorzuhebende Merkmale der römischen Villa Milreus waren ihre repräsentativ geschmückte Wohnanlage, mit Ausstattung antiker Kaiserbüsten, ein Wasserkultbau in Tempelform und die erfreulich gut erhaltenden Anlagen einer Weinkelterei und einer Ölmühle.